# 耿曉靈
耿曉靈，MH（1984年2月16日—），山東菏泽巨野人，香港武術運動員。曾於2010年香港傑出運動員選舉獲得「香港傑出運動員」獎項，以及於2017年獲選為香港十大傑出青年之一。

## 簡歷
耿曉靈在中國山東省菏泽市巨野县龙堌镇耿庄村出生，10歲便開始習武，其後被選入河南武術中心。2005年，代表山東省參加全運會，未能取得任何獎牌，一度萌生退意。
及後，耿曉靈獲香港武術隊教練立光賞識，帶她到香港發展，並轉為代表中國香港出賽。耿曉靈不負厚望，在2008年的北京武術大賽及2009年的東亞運動會中奪得女子刀術棍術全能冠軍。她曾入讀河南大學修讀民族傳統體育課程，再在2013年完成香港教育學院體育教育課程。
2010年，耿曉靈代表中國香港參加2010年亞洲運動會，取得女子长拳金牌。

## 榮譽
- 香港特區政府嘉獎

榮譽勳章（MH）（2011年）
- 香港傑出運動員選舉

「香港傑出運動員」（2010年、2011年、2012年、2013年、2015年 - 共5次當選）